# NGC 4623
NGC 4623 (również PGC 42647 lub UGC 7862) – galaktyka soczewkowata (SB0-a), znajdująca się w gwiazdozbiorze Panny. Odkrył ją William Herschel 13 kwietnia 1784 roku. Należy do Gromady w Pannie.